# 屈子祠
屈子祠，又名屈原庙，三闾庙，为祭祀战国时楚国大夫屈原神位之祠庙，位于湖南省汨罗市汨罗江畔的玉笥山麓，始建于汉代，现存建筑系清乾隆重建，是中国大陆现存纪念屈原的唯一古建筑，有“中华第一祠”之称。

## 历史
- 汉代已存
- 明洪武二年重建于屈原投江处屈潭之畔
- 清十九年因苦水患徙建于今址。
- 1983年被列为湖南省重点文物保护单位。
- 2001年被列入第五批全国重点文物保护单位。後來又被列入湖南省青少年爱国主义教育基地。[2]

## 建筑结构
建筑占地1354平方米，坐北朝南，为单层单檐砖木结构，有三进三厅，十四耳房，前有三座砖砌大门，门楼上刻有13幅表现屈原的浮雕。

## 景观
屈子祠附近有独醒亭、骚坛、濯缨桥、桃花洞、寿星台、剪刀池、绣花墩、望爷墩等纪念屈原的建筑，称玉笥山“八景”。
1995年在屈子祠东侧新建占地1.6万平方米的屈原碑林，陈列356块书画作品碑刻。

## 链接
- 屈子祠 （页面存档备份，存于）
- 屈子祠简介 （页面存档备份，存于）

## 脚注
1. ↑  .   [2015-09-22]. （原始内容存档于2016-06-24）.
2. ↑  . 中国教育和科研计算机网CERNET. 2011-06-14  [2024-04-26] （中文）.